# Héczey Éva
Héczey Éva (Miskolc, 1948 – Szeged, 2015. február 10. előtt) magyar színésznő.

## Élete
A Miskolci Nemzeti Színházban 1969 és 1976 között 28 produkcióban láthatta a közönség. 
„Éva a miskolci társulat legcsinosabb tagja volt. Férjével és lányával élt egy diósgyőri lakótelepen. Verebes István pedig egyre gyakrabban kísérte haza - áll Szebeni András és Odze György könyvében.” Végül elvált, és hozzáment feleségül. Két gyermeket szült neki Zoltánt (1978) és Lindát (1980), aki ma színésznő, Pindroch Csaba felesége. A Szegedi Nemzeti Színház megbecsült tagja lett. Később útjaik elváltak, mivel férje csapodár, felelőtlen életet élt. Az asszony színpadi fellépések híján logopédusként kereste kenyerét, majd az alkoholba menekült. Magányosan ápolta 100 évet éppen megért édesanyját, míg pajzsmirigyrákja feletti kétségbeesése és élete kisiklása miatt öngyilkos nem lett, 66 éves korában. 2015. február 10-én a Fiumei úti sírkertben temették el a római katolikus egyház szertartása szerint.

## Színházi szerepei
Miskolci Nemzeti Színház
- Berkesi András: Siratófal, 1973
- Vörösmarty Mihály: Csongor és Tünde, 1973 – Ledér[3]
- Szakonyi Károly: Hongkongi paróka, 1974[4]
- Jacques Offenbach–Henri Meilhac–Ludovic Halévy: Szép Heléna, 1977 – Venus, istennő

1983 Szegedi Nemzeti Színház
- Lehár Ferenc–Gábor Andor: Luxemburg grófja – Juliette
- Thomas Brandon: Charley nénje – Kitty